# Système biologique
Un système biologique est un réseau complexe d'entités biologiquement pertinentes. L'organisation biologique s'étend sur plusieurs échelles et est déterminée en fonction de différentes structures selon la nature du système. Des exemples de systèmes biologiques à l'échelle macro sont les populations d'organismes. À l'échelle des organes et des tissus chez les mammifères et autres animaux, on trouve par exemple le système circulatoire, le système respiratoire et le système nerveux. De l'échelle micro à nanoscopique, on peut citer comme exemples de systèmes biologiques les cellules, les organites, les complexes macromoléculaires et les voies de régulation. Un système biologique ne doit pas être confondu avec un système vivant, tel qu'un organisme vivant. 

## Systèmes organiques

Un exemple de système: le cerveau, le cervelet, la moelle épinière et les nerfs sont les quatre composants de base du système nerveux.

Ces systèmes spécifiques sont largement étudiés en anatomie humaine et sont également présents chez de nombreux autres animaux. 
- Système respiratoire : les organes utilisés pour la respiration comme le pharynx, le larynx, les bronches, les poumons et le diaphragme.
- Système digestif : digestion et transformation des aliments grâce aux glandes salivaires, à l'œsophage, à l'estomac, au foie, à la vésicule biliaire, au pancréas, aux intestins, au rectum et à l'anus.
- Système cardiovasculaire (cœur et système circulatoire) : il pompe et achemine le sang depuis et vers le corps et les poumons, les vaisseaux sanguins et les artères coronaires.
- Système urinaire : les reins, les uretères, la vessie et l'urètre sont impliqués dans l'équilibre hydrique, l'équilibre électrolytique et l'excrétion urinaire.

- Système tégumentaire : peau, cheveux, graisse et ongles.
- Système squelettique : soutien structurel et protection des os, du cartilage, des ligaments et des tendons.

- Système endocrinien : communication dans le corps à l'aide d'hormones produites par les glandes endocrines telles que l'hypothalamus, la glande pituitaire, le corps pinéal ou la glande pinéale, la thyroïde, la parathyroïde et les surrénales, c'est-à-dire les glandes surrénales.
- Système lymphatique : structures impliquées dans le transfert de la lymphe entre les tissus et la circulation sanguine, comprenant la lymphe, les nodules et vaisseaux. Le système lymphatique comprend des fonctions incluant les réponses immunitaires et le développement d'anticorps. 
  - Système immunitaire : protège l'organisme des corps étrangers.

- Système nerveux : collecte, transfère et traite les informations du cerveau, de la moelle épinière, du système nerveux périphérique et des organes sensoriels. 
  - Systèmes sensoriels : système visuel, système auditif, système olfactif, système gustatif, système somatosensoriel, système vestibulaire.
- Système musculaire : permet la manipulation de l'environnement, assure la locomotion, maintient la posture et produit de la chaleur. Comprend les muscles squelettiques, les muscles lisses et le muscle cardiaque.

- Système reproducteur : les organes sexuels, tels que les ovaires, les trompes de Fallope, l'utérus, le vagin, les glandes mammaires, les testicules, le canal déférent, les vésicules séminales et la prostate.

## Histoire
La notion de système (ou dispositif) repose sur le concept de fonction vitale ou organique : un système est un ensemble d'organes ayant une fonction précise. Cette idée était déjà présente dans l'Antiquité (Galien, Aristote), mais l'application du terme «système» est plus récente. Par exemple, le système nerveux a été nommé par Monro (1783), mais Rufus d'Ephesus (vers 90-120) a clairement conceptualisé pour la première fois le cerveau, la moelle épinière et les nerfs craniospinaux en tant qu'unité anatomique, bien qu'il n'ait ni précisé sa fonction, ni défini le nom de cet appareil. 
L'énumération des fonctions principales - et par conséquent des systèmes - est restée à peu près la même depuis l'Antiquité, mais leur classification a largement évolué, comme en témoignent les textes d'Aristote, de Bichat ou encore de Cuvier,. 
La notion de division physiologique du travail, introduite dans les années 1820 par le physiologiste français Henri Milne-Edwards, permettait de « comparer et d'étudier les êtres vivants comme s'ils étaient des machines créées par l'industrie de l'homme ». Inspiré du travail d'Adam Smith, Milne-Edwards écrit que « le corps de tous les êtres vivants, qu'ils soient animaux ou végétaux, ressemble à une usine... où les organes, comparables aux ouvriers, travaillent sans cesse pour produire les phénomènes qui constituent la vie de l'individu ". Dans les organismes les plus différenciés, le travail fonctionnel pourrait être réparti entre différents instruments ou systèmes (qu'il nomme appareils). 

## Systèmes cellulaires organites
Les composants exacts d'une cellule sont déterminés par le fait que la cellule soit un eucaryote ou un procaryote. 
- Noyau : stockage du matériel génétique, centre de contrôle de la cellule.
- Cytosol : composant du cytoplasme constitué d'un liquide gélatineux à l'intérieur duquel les organites sont en suspension.
- Membrane cellulaire (membrane plasmique)
- Réticulum endoplasmique : partie externe de l'enveloppe nucléaire formant un canal continu utilisé pour le transport, se compose du réticulum endoplasmique rugueux et du réticulum endoplasmique lisse. 
  - Réticulum endoplasmique rugueux (RER) : considéré comme «rugueux» en raison des ribosomes attachés à la chaîne; composés de citernes permettant la production de protéines.
  - Réticulum endoplasmique lisse (REL) : stockage, synthèse et détoxification des lipides et des hormones stéroïdes.
- Ribosome : site de synthèse biologique des protéines essentiel à l'activité interne et ne pouvant être reproduit dans d'autres organes.
- Mitochondrie (mitochondries) : centrale électrique de la cellule, site de respiration cellulaire produisant de l'ATP (adénosine triphosphate).
- Lysosome : centre de dégradation des matières indésirables / inutiles à la cellule.
- Peroxysome : décompose les matières toxiques des enzymes digestives contenues telles que H2O2 (peroxyde d'hydrogène).
- Appareil de Golgi (eucaryote uniquement) : réseau plié impliqué dans la modification, le transport et la sécrétion.
- Chloroplaste (procaryote uniquement): site de photosynthèse, stockage de la chlorophylle.

## Voir également
- Réseau biologique
- Vie artificielle
- Ingénierie des systèmes biologiques
- Biologie des systèmes
- Écologie des systèmes
- Théorie des systèmes